# Глосар
Глосар или појмовник (лат. glossarium, грч. γλωσσάριο, од γλῶσσα, глоса – језик, непозната реч) је мали речник, листа појмова из одређене области са објашњењима. Начелно се налази на крају књиге или чланка и садржи нове појмове, или мало познате, тешке или застареле речи.
Двојезични глосар је листа помова једног језика објашњених појмовима или синонимима другог језика.
Обичан глосар садржи мали радни речник и дефиниције за појмове који се често помињу, обично са идиомима и метафорама везаним за културу.

## Претрага глосара на Вебу
Интернет претраживач Гугл (енгл. Google) омогућава да се претражују само Веб стране које садрже глосаре и да се приступи глосарима који се налазе на Вебу.

## Глосари на Википедији
- Википедија:Речник - појмови, скраћенице и жаргон Википедије
- Глосар криптологије - појмови који се користе у криптологији и криптографији
- List of glossaries - Списак глосара на порталу енглеске Википедије